# Grimmia serrana
Grimmia serrana är en bladmossart som beskrevs av J. Muñoz, Shevock, James R. och Toren 2002. Grimmia serrana ingår i släktet grimmior, och familjen Grimmiaceae. Inga underarter finns listade i Catalogue of Life.